# Nicolai Brøchner
Nicolai Brøchner Nielsen (né le 4 juillet 1993 à Kolding) est un coureur cycliste danois.

## Biographie
En 2017 il est sélectionné pour participer aux championnats d'Europe de cyclisme sur route.
Il arrête sa carrière en mai 2022.

## Palmarès et résultats

### Palmarès par année
- 2010
  - 2e du Grand Prix Herning juniors
- 2014
  - 2e étape du Tour of the Gila
- 2015
  - 2e étape du ZLM Tour (contre-la-montre par équipes)
  - Scandinavian Race Uppsala
  - 3e de la Zuid Oost Drenthe Classic I
- 2016
  - 4e et 8e étapes de l'An Post Rás
  - 3e du Ster van Zwolle
  - 3e de l'Arno Wallaard Memorial
  - 3e de la Scandinavian Race Uppsala
- 2017
  - Himmerland Rundt
  - Tour d'Overijssel
  - Scandinavian Race Uppsala
  - 1re étape de l'An Post Rás
  - 2e du championnat du Danemark sur route
- 2019
  - 1re étape du Tour de Normandie
  - 2e du Himmerland Rundt

### Classements mondiaux
| Année                                 | 2013 | 2014 | 2015 | 2016 | 2017 | 2018  | 2019 | 2020 | 2021  |
| ------------------------------------- | ---- | ---- | ---- | ---- | ---- | ----- | ---- | ---- | ----- |
| Classement mondial                    |      |      |      | 558e | 304e | 1013e | 698e | nc   | 1440e |
| UCI Europe Tour                       | nc   | nc   | 134e | 331e | 136e | 629e  | 514e | nc   | 1025e |
| UCI America Tour                      | 286e | 285e | nc   | nc   | nc   | nc    |      |      |       |
|                                       |      |      |      |      |      |       |      |      |       |
| Légende : nc = non classéSource : UCI |      |      |      |      |      |       |      |      |       |